# Altlayer Schweiz
Als Altlayer Schweiz wird eine bizarre Schieferfelsenlandschaft bei Altlay bezeichnet, die vom Hitzelbach und  Altlayer Bach eingerahmt wird. Eine Etappe des Saar-Hunsrück-Steigs führt durch die Landschaft. Die Traumschleife Altlayer Schweiz führt ebenfalls durch die Gegend.

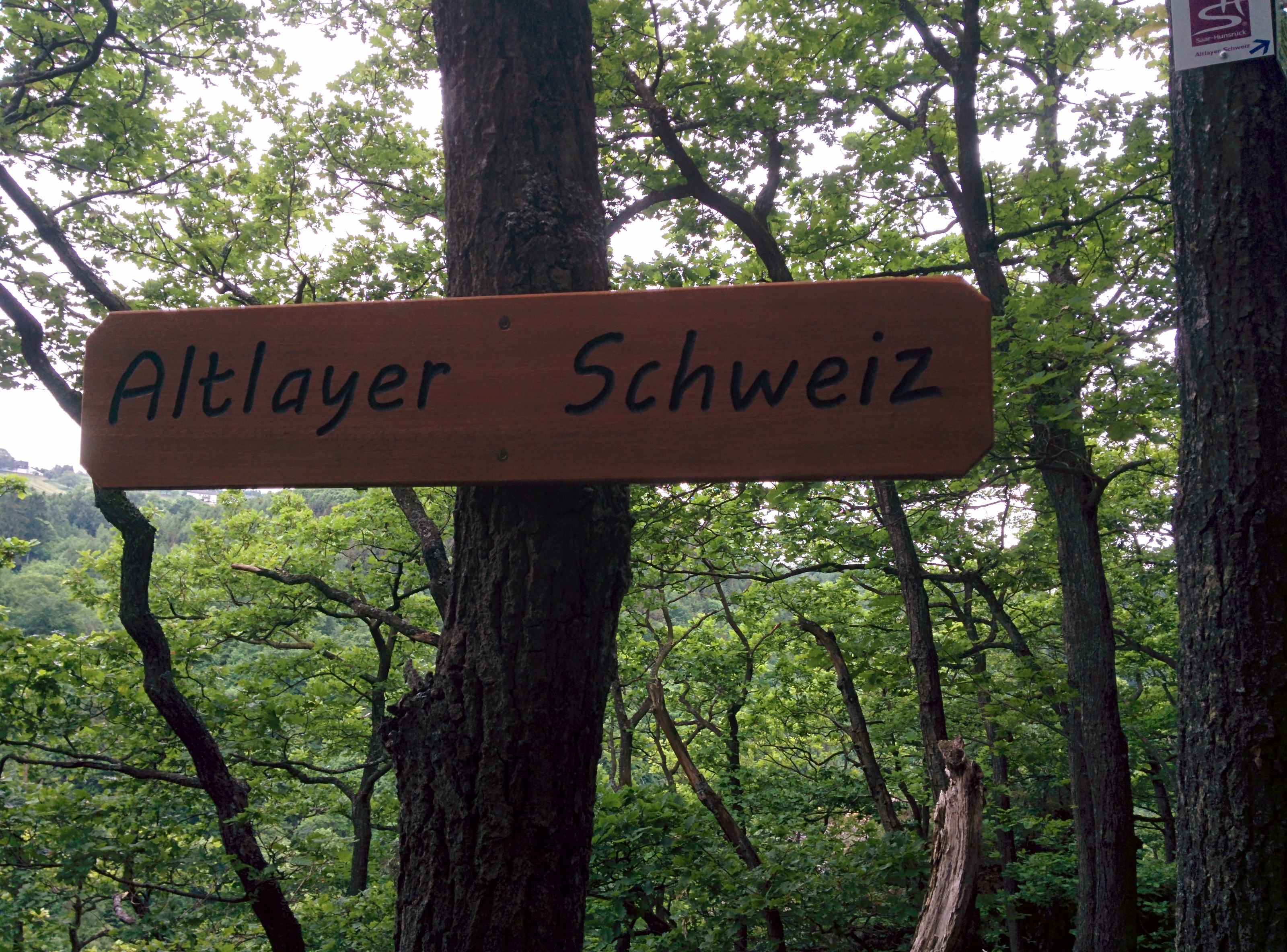
Startpunkt
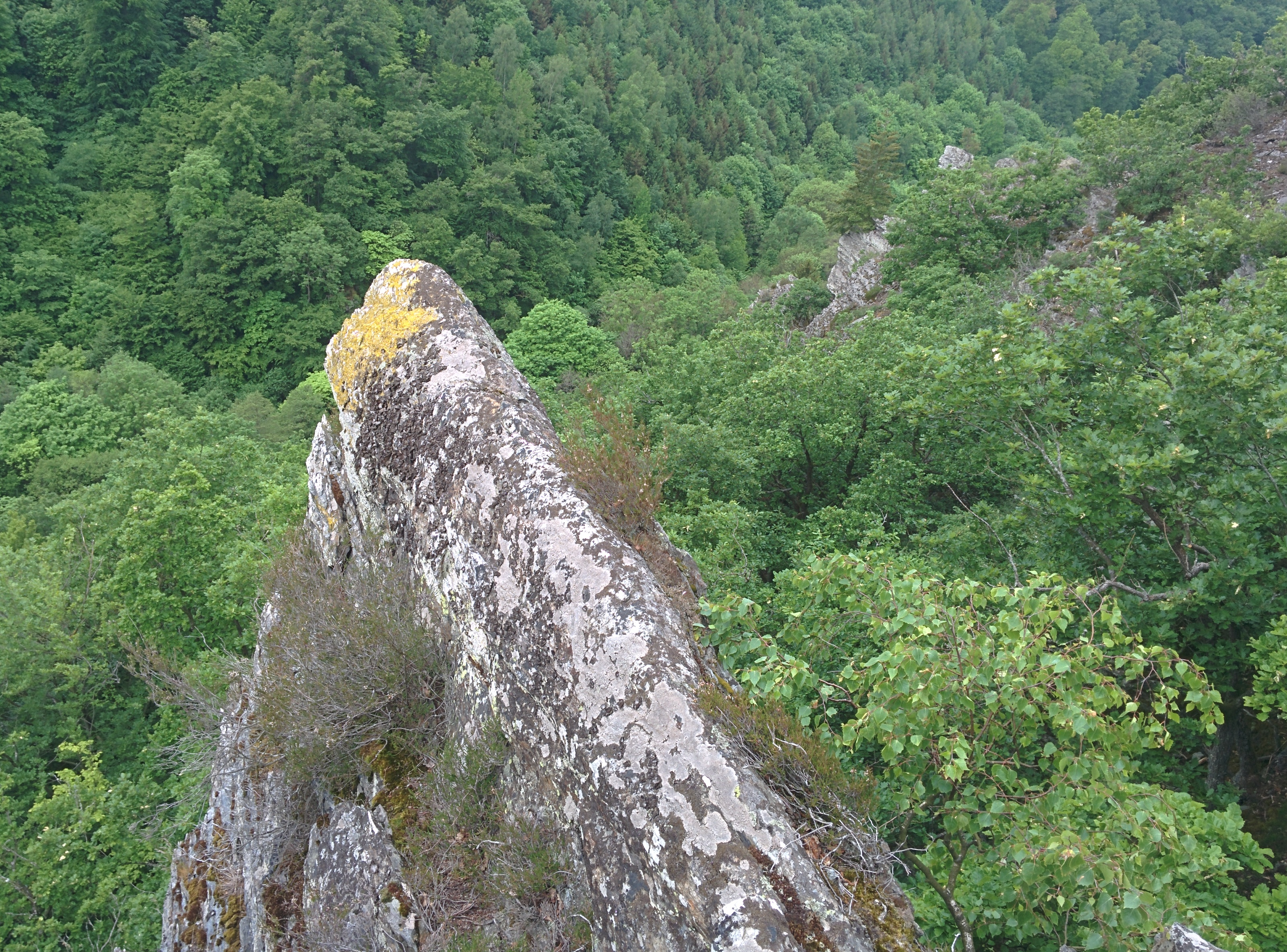
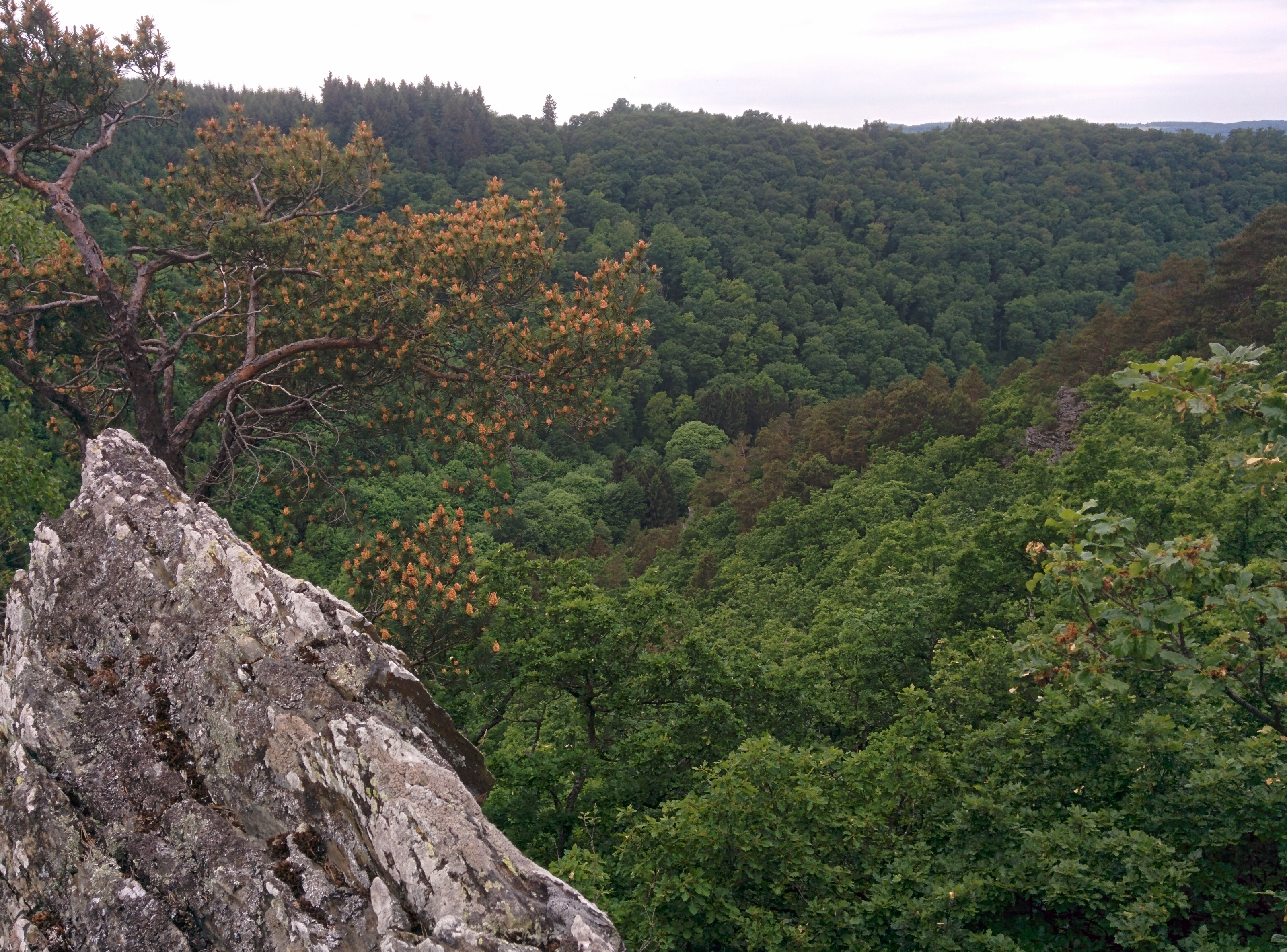
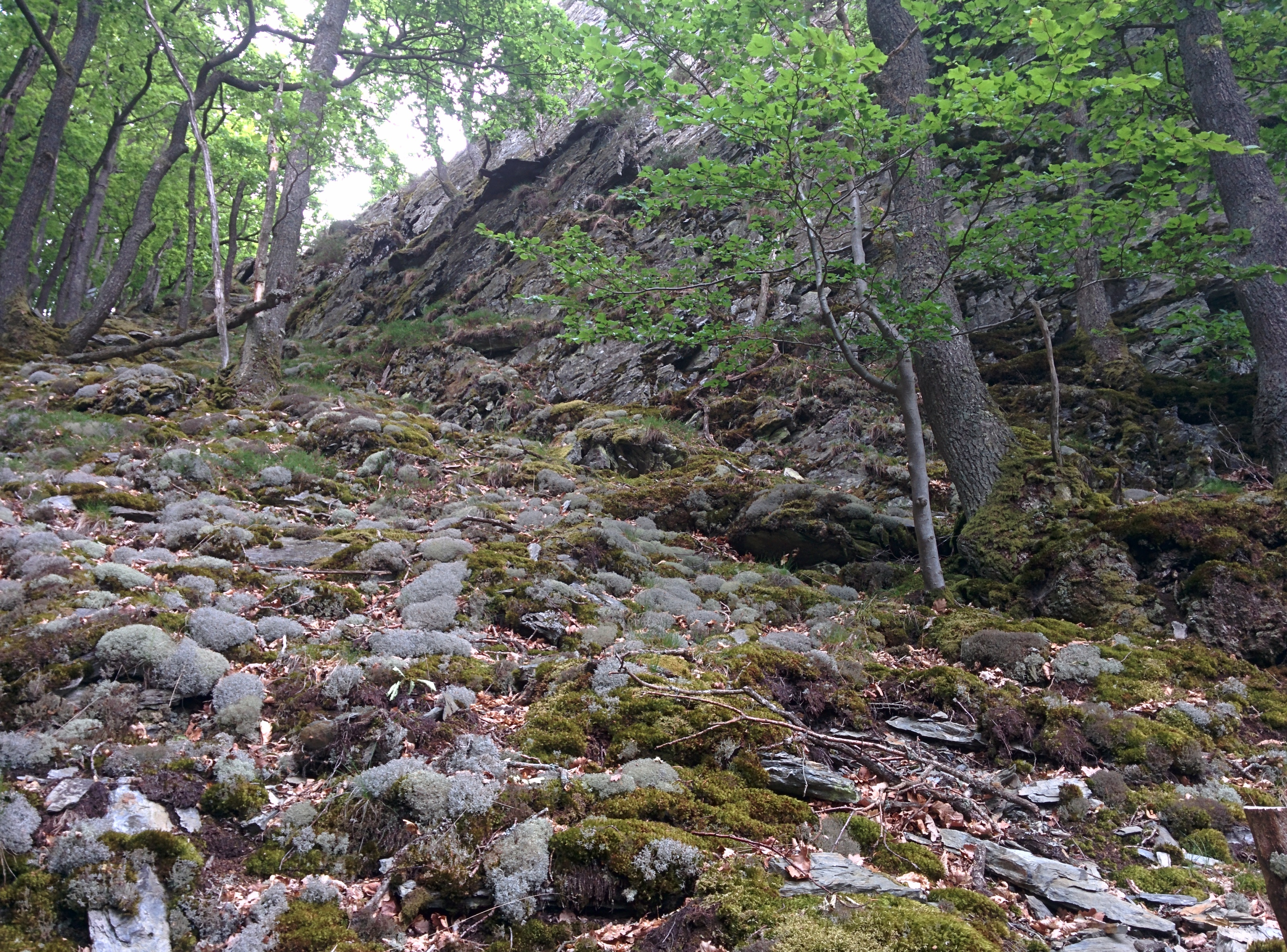